# Pareulype schultziaria
Pareulype schultziaria là một loài bướm đêm trong họ Geometridae.